# Championnat d'Europe de football 1980
Navigation
Yougoslavie 1976 France 1984
Il s'agit de la 6e édition du Championnat d'Europe des nations de football qui se tient tous les quatre ans et est organisé par l'UEFA (association regroupant les fédérations nationales de football d'Europe).
Pour la première fois le tournoi final s'agrandit (passant de quatre à huit participants) et comprend une phase de poules. Le pays organisateur est désormais désigné à l'avance (après acte de candidature) et qualifié d'office. Dans la formule précédente à quatre, le pays organisateur était choisi parmi les quatre vainqueurs des quarts de finale qualifiés pour le dernier carré. Les sept autres équipes sont issues d'une phase éliminatoire classique de poules, après avoir chacune terminé première de leur groupe.
Lors de cette phase finale, organisée par l'Italie entre le 11 et le 22 juin 1980, le système choisi par l'UEFA reprend celui du second tour des Coupe du monde de la FIFA 1974 et 1978 : les deux groupes de quatre sont des poules demi-finale, ce qui signifie que l'équipe terminant première se qualifie pour la finale, la deuxième, considérée "demi-finaliste", accède au match pour la troisième place (et celles classées troisièmes et quatrièmes sont considérées "quart de finalistes").
Cette compétition n'est pas vraiment un succès populaire (beaucoup de stades clairsemés, même pour la finale) ni le théâtre de matches très spectaculaires à part le Allemagne - Pays-Bas. Elle est aussi marquée par les exactions des supporteurs anglais. Le titre de champion d'Europe est remporté par l'Allemagne emmenée par un Karl Heinz Rummenigge au sommet de son art, l'avant-centre géant de Hambourg Horst Hrubesch, auteur d'un doublé en finale et un Bernd Schuster brillant au milieu de terrain. L'Italie favorite à domicile est très décevante. Incapable de marquer plus d'un but en trois matches de poule et incapable de battre la Belgique lors du match décisif, elle laisse le ticket pour la finale dans les pieds de cette dernière au bénéfice de la meilleure attaque. La RFA l'emporte aux dépens de la Belgique (2-1).

## Présentation

### Stades
| Stade                 | Ville  | Capacité |
| Stadio Olimpico       | Rome   | 86 500   |
| stade Giuseppe-Meazza | Milan  | 85 700   |
| Stadio San Paolo      | Naples | 72 800   |
| Stadio Comunale       | Turin  | 50 000   |

(capacités données dans la configuration Euro 80)

### Participants
Les 8 équipes qualifiées sont réparties en deux groupes, de la façon suivante :
| Groupe 1 Grèce Pays-Bas Allemagne de l'Ouest Tchécoslovaquie | Groupe 2 Angleterre Belgique Espagne Italie |

## Résultats

### Premier tour

#### Groupe 1
L'Allemagne de l'Ouest et les Pays-Bas font figure de favoris, malgré la présence de la Tchécoslovaquie, le champion sortant. La RFA prend sa revanche de la finale du précédent Euro en battant les tchécoslovaques 1-0. Les Néerlandais battent la Grèce sur le score minimum. Pour la deuxième journée, dans le match au sommet la RFA dispose des Pays-Bas 3-2 et prend une option pour la place en finale. Les Tchécoslovaques, eux, défont les Grecs par 3 buts à 1. La dernière journée se solde par deux matchs nuls : Néerlandais et Tchécoslovaques se quittent sur un score de parité, la place de "demi-finaliste" (donnant le droit de disputer le match pour la troisième place) revenant aux champions d'Europe 1976 au bénéfice de la meilleure différence de but, tandis que la RFA, disputant le dernier match et se sachant déjà qualifiée, se contente de gérer contre la Grèce (0-0).
| Groupe 1 |                      |     |   |   |   |   |    |    |      |
|          | Équipe               | Pts | J | G | N | P | BP | BC | Diff |
| 1        | Allemagne de l'Ouest | 5   | 3 | 2 | 1 | 0 | 4  | 2  | +2   |
| 2        | Tchécoslovaquie      | 3   | 3 | 1 | 1 | 1 | 4  | 3  | +1   |
| 3        | Pays-Bas             | 3   | 3 | 1 | 1 | 1 | 4  | 4  | 0    |
| 4        | Grèce                | 1   | 3 | 0 | 1 | 2 | 1  | 4  | -3   |

| 11 juin | Tchécoslovaquie      | 0 | 1 | Allemagne de l'Ouest |
| 11 juin | Pays-Bas             | 1 | 0 | Grèce                |
| 14 juin | Allemagne de l'Ouest | 3 | 2 | Pays-Bas             |
| 14 juin | Grèce                | 1 | 3 | Tchécoslovaquie      |
| 17 juin | Pays-Bas             | 1 | 1 | Tchécoslovaquie      |
| 17 juin | Grèce                | 0 | 0 | Allemagne de l'Ouest |

##### 1rejournée
| 11 juin 1980                      | Allemagne de l'Ouest | 1 – 0 | Tchécoslovaquie | Stadio Olimpico, Rome                               |                                                     |
| 17:45 · Historique des rencontres | Rummenigge 57e       |       |                 | Spectateurs : 11 059 Arbitrage : Alberto Michelotti | Spectateurs : 11 059 Arbitrage : Alberto Michelotti |
| 17:45 · Historique des rencontres | (Rapport)            |       |                 | Spectateurs : 11 059 Arbitrage : Alberto Michelotti | Spectateurs : 11 059 Arbitrage : Alberto Michelotti |

| 11 juin 1980                      | Grèce     | 0 – 1 | Pays-Bas       | Stade San Paolo, Naples                       |                                               |
| 20:30 · Historique des rencontres |           |       | Kist 65e (pen) | Spectateurs : 14 990 Arbitrage : Adolf Prokop | Spectateurs : 14 990 Arbitrage : Adolf Prokop |
| 20:30 · Historique des rencontres | (Rapport) |       |                | Spectateurs : 14 990 Arbitrage : Adolf Prokop | Spectateurs : 14 990 Arbitrage : Adolf Prokop |

##### 2ejournée
| 14 juin 1980                      | Allemagne de l'Ouest | 3 – 2 | Pays-Bas                           | Stade San Paolo, Naples                       |                                               |
| 17:45 · Historique des rencontres | Allofs 20e, 60e, 65e |       | Rep 79e (pen) · Van De Kerkhof 85e | Spectateurs : 26 546 Arbitrage : Robert Wurtz | Spectateurs : 26 546 Arbitrage : Robert Wurtz |
| 17:45 · Historique des rencontres | (Rapport)            |       |                                    | Spectateurs : 26 546 Arbitrage : Robert Wurtz | Spectateurs : 26 546 Arbitrage : Robert Wurtz |

| 14 juin 1980                      | Tchécoslovaquie                     | 3 – 1 | Grèce            | Stadio Olimpico, Rome                             |                                                   |
| 20:30 · Historique des rencontres | Panenka 6e · Vizek 26e · Nehoda 63e |       | Anastopoulos 14e | Spectateurs : 4 726 Arbitrage : Patrick Partridge | Spectateurs : 4 726 Arbitrage : Patrick Partridge |
| 20:30 · Historique des rencontres | (Rapport)                           |       |                  | Spectateurs : 4 726 Arbitrage : Patrick Partridge | Spectateurs : 4 726 Arbitrage : Patrick Partridge |

##### 3ejournée
| 17 juin 1980                      | Pays-Bas  | 1 – 1 | Tchécoslovaquie | Stade Giuseppe Meazza, Milan              |                                           |
| 17:45 · Historique des rencontres | Kist 59e  |       | Nehoda 16e      | Spectateurs : 11 889 Arbitrage : Hilmi Ok | Spectateurs : 11 889 Arbitrage : Hilmi Ok |
| 17:45 · Historique des rencontres | (Rapport) |       |                 | Spectateurs : 11 889 Arbitrage : Hilmi Ok | Spectateurs : 11 889 Arbitrage : Hilmi Ok |

| 17 juin 1980                      | Allemagne de l'Ouest | 0 – 0 | Grèce | Stadio Comunale, Turin                          |                                                 |
| 20:30 · Historique des rencontres |                      |       |       | Spectateurs : 13 901 Arbitrage : Brian McGinlay | Spectateurs : 13 901 Arbitrage : Brian McGinlay |
| 20:30 · Historique des rencontres | (Rapport)            |       |       | Spectateurs : 13 901 Arbitrage : Brian McGinlay | Spectateurs : 13 901 Arbitrage : Brian McGinlay |

#### Groupe 2
La première journée du Groupe 2 ne voit que des matchs nuls entre Belges et Anglais et entre Espagnols et Italiens. En deuxième journée, la Belgique bat l'Espagne 2-1 et l'Italie bat l'Angleterre 1-0, hissant les deux pays au sommet du groupe. Le dernier match entre l'Italie et la Belgique est une quasi-demi-finale (le vainqueur du match se qualifiant pour la finale), à ceci près qu'un match nul (grâce au nombre de buts marqués) qualifie la Belgique. Le score nul et vierge sur lequel se termine le match fait donc les affaires des Belges de Guy Thys qui se retrouvent propulsés en finale. La victoire de l'Angleterre sur l'Espagne s'avère inutile pour les Anglais qui rêvaient encore d'une « petite finale ».
| Groupe 2 |            |     |   |   |   |   |    |    |      |
|          | Équipe     | Pts | J | G | N | P | BP | BC | Diff |
| 1        | Belgique   | 4   | 3 | 1 | 2 | 0 | 3  | 2  | +1   |
| 2        | Italie     | 4   | 3 | 1 | 2 | 0 | 1  | 0  | +1   |
| 3        | Angleterre | 3   | 3 | 1 | 1 | 1 | 3  | 3  | +0   |
| 4        | Espagne    | 1   | 3 | 0 | 1 | 2 | 2  | 4  | -2   |

| 12 juin | Belgique   | 1 | 1 | Angleterre |
| 12 juin | Espagne    | 0 | 0 | Italie     |
| 15 juin | Belgique   | 2 | 1 | Espagne    |
| 15 juin | Angleterre | 0 | 1 | Italie     |
| 18 juin | Espagne    | 1 | 2 | Angleterre |
| 18 juin | Italie     | 0 | 0 | Belgique   |

##### 1rejournée
| 12 juin 1980                      | Belgique      | 1 – 1 | Angleterre  | Stadio Comunale, Turin                          |                                                 |
| 17:45 · Historique des rencontres | Ceulemans 29e |       | Wilkins 26e | Spectateurs : 15 186 Arbitrage : Heinz Aldinger | Spectateurs : 15 186 Arbitrage : Heinz Aldinger |
| 17:45 · Historique des rencontres | (Rapport)     |       |             | Spectateurs : 15 186 Arbitrage : Heinz Aldinger | Spectateurs : 15 186 Arbitrage : Heinz Aldinger |

| 12 juin 1980                      | Espagne   | 0 – 0 | Italie | Stade Giuseppe Meazza, Milan                    |                                                 |
| 20:30 · Historique des rencontres |           |       |        | Spectateurs : 46 816 Arbitrage : Károly Palotai | Spectateurs : 46 816 Arbitrage : Károly Palotai |
| 20:30 · Historique des rencontres | (Rapport) |       |        | Spectateurs : 46 816 Arbitrage : Károly Palotai | Spectateurs : 46 816 Arbitrage : Károly Palotai |

##### 2ejournée
| 15 juin 1980                      | Belgique               | 2 – 1 | Espagne   | Stade Giuseppe Meazza, Milan                    |                                                 |
| 17:15 · Historique des rencontres | Gerets 17e · Cools 65e |       | Quini 36e | Spectateurs : 11 430 Arbitrage : Charles Corver | Spectateurs : 11 430 Arbitrage : Charles Corver |
| 17:15 · Historique des rencontres | (Rapport)              |       |           | Spectateurs : 11 430 Arbitrage : Charles Corver | Spectateurs : 11 430 Arbitrage : Charles Corver |

| 15 juin 1980                      | Italie       | 1 – 0 | Angleterre | Stadio Comunale, Turin                          |                                                 |
| 20:30 · Historique des rencontres | Tardelli 79e |       |            | Spectateurs : 59 646 Arbitrage : Nicolae Rainea | Spectateurs : 59 646 Arbitrage : Nicolae Rainea |
| 20:30 · Historique des rencontres | (Rapport)    |       |            | Spectateurs : 59 646 Arbitrage : Nicolae Rainea | Spectateurs : 59 646 Arbitrage : Nicolae Rainea |

##### 3ejournée
| 18 juin 1980                      | Angleterre                       | 2 – 1 | Espagne        | Stadio San Paolo, Naples                        |                                                 |
| 17:45 · Historique des rencontres | Brooking 19e · Tony Woodcock 61e |       | Dani 48e (pen) | Spectateurs : 14 440 Arbitrage : Erich Linemayr | Spectateurs : 14 440 Arbitrage : Erich Linemayr |
| 17:45 · Historique des rencontres | (Rapport)                        |       |                | Spectateurs : 14 440 Arbitrage : Erich Linemayr | Spectateurs : 14 440 Arbitrage : Erich Linemayr |

| 18 juin 1980                      | Italie    | 0 – 0 | Belgique | Stadio Olimpico, Rome                                          |                                                                |
| 20:30 · Historique des rencontres |           |       |          | Spectateurs : 42 318 Arbitrage : António José da Silva Garrido | Spectateurs : 42 318 Arbitrage : António José da Silva Garrido |
| 20:30 · Historique des rencontres | (Rapport) |       |          | Spectateurs : 42 318 Arbitrage : António José da Silva Garrido | Spectateurs : 42 318 Arbitrage : António José da Silva Garrido |

### Match pour la troisième place
Comme 4 ans plus tôt, la Tchécoslovaquie dispute une séance de tirs au but pour la dernière petite finale disputée lors d'un Euro, et la gagne contre le pays hôte. Il aura tout de même fallu attendre le tir raté de Collovati pour que la séance se termine.
| 21 juin 1980                      | Italie                                                                                               | 1 – 1             | Tchécoslovaquie                                                                             | Stade San Paolo, Naples                         |                                                 |
| 20:30 · Historique des rencontres | Graziani 73e                                                                                         |                   | Jurkemik 54e                                                                                | Spectateurs : 24 652 Arbitrage : Erich Linemayr | Spectateurs : 24 652 Arbitrage : Erich Linemayr |
| 20:30 · Historique des rencontres | (Rapport)                                                                                            |                   |                                                                                             | Spectateurs : 24 652 Arbitrage : Erich Linemayr | Spectateurs : 24 652 Arbitrage : Erich Linemayr |
| 20:30 · Historique des rencontres | · Causio · Altobelli · Baresi · Cabrini · Benetti · Graziani · Scirea · Tardelli · Collovati         | Tirs au but 8 - 9 | · Masny · Nehoda · Ondruš · Jurkemik · Panenka · Gögh · Gajdůšek · Kozak · Barmoš ·         | Spectateurs : 24 652 Arbitrage : Erich Linemayr | Spectateurs : 24 652 Arbitrage : Erich Linemayr |
| 20:30 · Historique des rencontres | Zoff - Gentile, Cabrini, Baresi, Collovati - Scirea, Causio, Tardelli, Graziani - Bettega, Altobelli | Équipes           | Netolicka - Barmoš, Ondrus, Vojáček, Gögh - Kozak, Jurkemik, Panenka, Masny - Nehoda, Vizek | Spectateurs : 24 652 Arbitrage : Erich Linemayr | Spectateurs : 24 652 Arbitrage : Erich Linemayr |

### Finale
Grâce à un doublé, Horst Hrubesch permet à l'Allemagne de remporter son second titre européen en trois finales. Cette finale reste actuellement la meilleure performance continentale des Diables Rouges.
| Titulaires : |  |
| |  |
| Harald Schumacher · Manfred Kaltz · Karl-Heinz Förster · Uli Stielike · Bernard Dietz · Bernd Schuster · Hans-Peter Briegel 55e · Hansi Müller · Karl-Heinz Rummenigge · Horst Hrubesch · Klaus Allofs · |  |
| Remplaçants : |  |
| 55e Bernhard Cullmann · |  |
| Entraîneur : |  |
| Josef Derwall |  |

| Titulaires : |  |
| |  |
| Jean-Marie Pfaff Erik Gerets Luc Millecamps Walter Meeuws Michel Renquin Wilfried Van Moer René Vandereycken Julien Cools Raymond Mommens François Van Der Elst Jan Ceulemans |  |
| Entraîneur : |  |
| Guy Thys |  |

| Titulaires : |  |
| |  |
| Harald Schumacher · Manfred Kaltz · Karl-Heinz Förster · Uli Stielike · Bernard Dietz · Bernd Schuster · Hans-Peter Briegel 55e · Hansi Müller · Karl-Heinz Rummenigge · Horst Hrubesch · Klaus Allofs · |  |
| Remplaçants : |  |
| 55e Bernhard Cullmann · |  |
| Entraîneur : |  |
| Josef Derwall |  |

| Titulaires : |  |
| |  |
| Jean-Marie Pfaff Erik Gerets Luc Millecamps Walter Meeuws Michel Renquin Wilfried Van Moer René Vandereycken Julien Cools Raymond Mommens François Van Der Elst Jan Ceulemans |  |
| Entraîneur : |  |
| Guy Thys |  |

## Palmarès et récompenses

### Les 22 champions d'Europe
| - Harald Schumacher - Hans-Peter Briegel - Bernhard Cullmann - Karlheinz Förster - Bernard Dietz - Bernd Schuster | - Bernd Förster - Karl-Heinz Rummenigge - Horst Hrubesch - Hansi Müller - Klaus Allofs - Caspar Memering | - Rainer Bonhof - Felix Magath - Uli Stielike - Herbert Zimmermann - Kalle Del'Haye | - Lothar Matthäus - Miroslav Votava - Manfred Kaltz - Walter Junghans - Eike Immel |

### Joueur clé
L'UEFA a désigné l'allemand Horst Hrubesch comme joueur clé de la compétition.

### Équipe du tournoi
| Gardiens  | Défenseurs                                                           | Milieux                                                  | Attaquants                           |
| --------- | -------------------------------------------------------------------- | -------------------------------------------------------- | ------------------------------------ |
| Dino Zoff | Claudio Gentile Gaetano Scirea Karl-Heinz Förster Hans-Peter Briegel | Marco Tardelli Jan Ceulemans Bernd Schuster Hansi Müller | Karl-Heinz Rummenigge Horst Hrubesch |

### Meilleurs buteurs

#### 3 buts
- Klaus Allofs

#### 2 buts
- Horst Hrubesch
- Zdeněk Nehoda
- Kees Kist